# Echeveria agavoides
Echeveria agavoides — вид квіткових рослин роду ечеверія (Echeveria) родини товстолистих (Crassulaceae).

## Опис
Echeveria agavoides — сукулентна багаторічна трав'яниста рослина. Висота стебла у старому віці — до 15 см. Листя в щільній розетці, довгасте, 6,5—9 см завдовжки, 2,5—5 завширшки, сріблясто-світло-зелене з червоним кінчиком.

## Поширення
Ба́тьківщиною виду Echeveria agavoides є скелясті райони Мексики, особливо в штатах Сан-Луїс-Потосі, Ідальго, Гуанахуато та Дуранго. Також вирощується як декоративна рослина.

## Таксономія
Вид Echeveria agavoides в 1863 році описав французький ботанік та письменник Шарль Антуан Лемер.
Швейцарський ботанік Альфонс Декандоль у 1828 році назвав рід сукулентних рослин, до яких належить описуваний вид, на честь Атанасіо Ечеверрії (ісп. Atanasio Echeverría), мексиканського художника та натураліста XVIII століття, який ілюстрував книжки з флори Мексики. Видова назва
agavoides в перекладі означає «схожа на агаву». Буквально ечеверія агавова, агавоподібна.

## Синоніми
- Cotyledon agavoides (Lem) Baker 1869
- Urbinia agavoides (Lem) Rose 1903
- Echeveria yuccoides Morren 1874
- Urbinia obscura Rose 1903
- Echeveria obscura (Rose) A. berger 1930

## Галерея

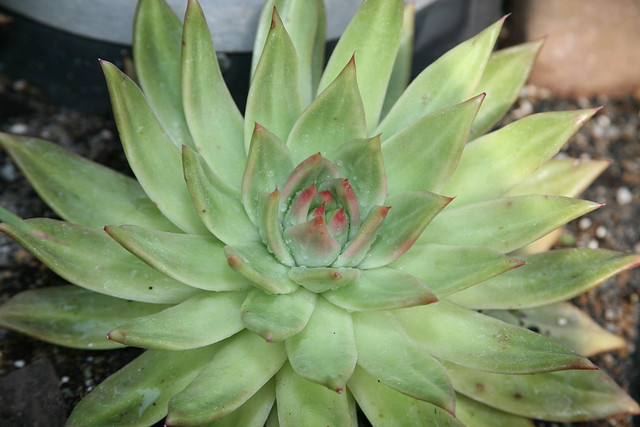
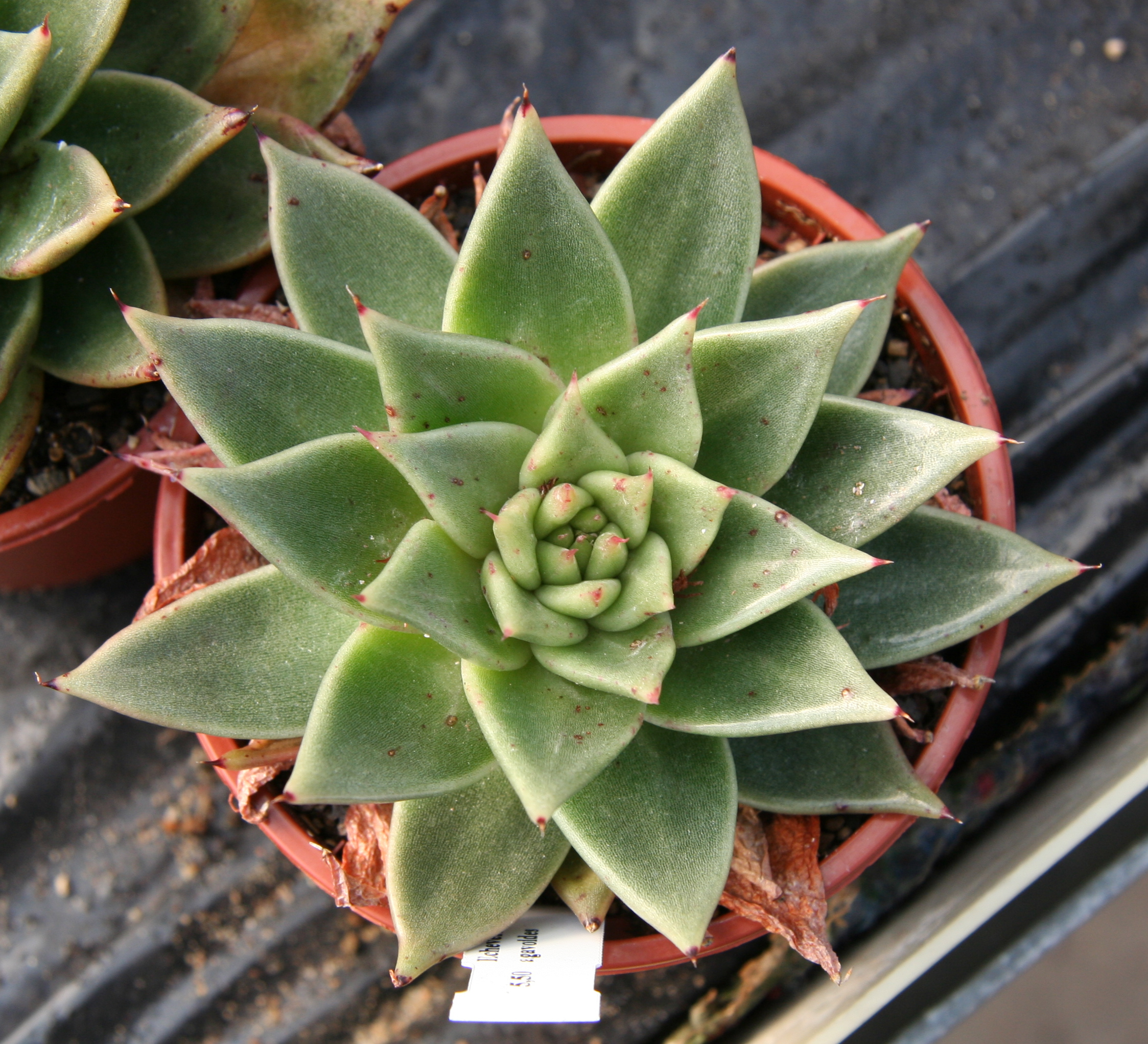
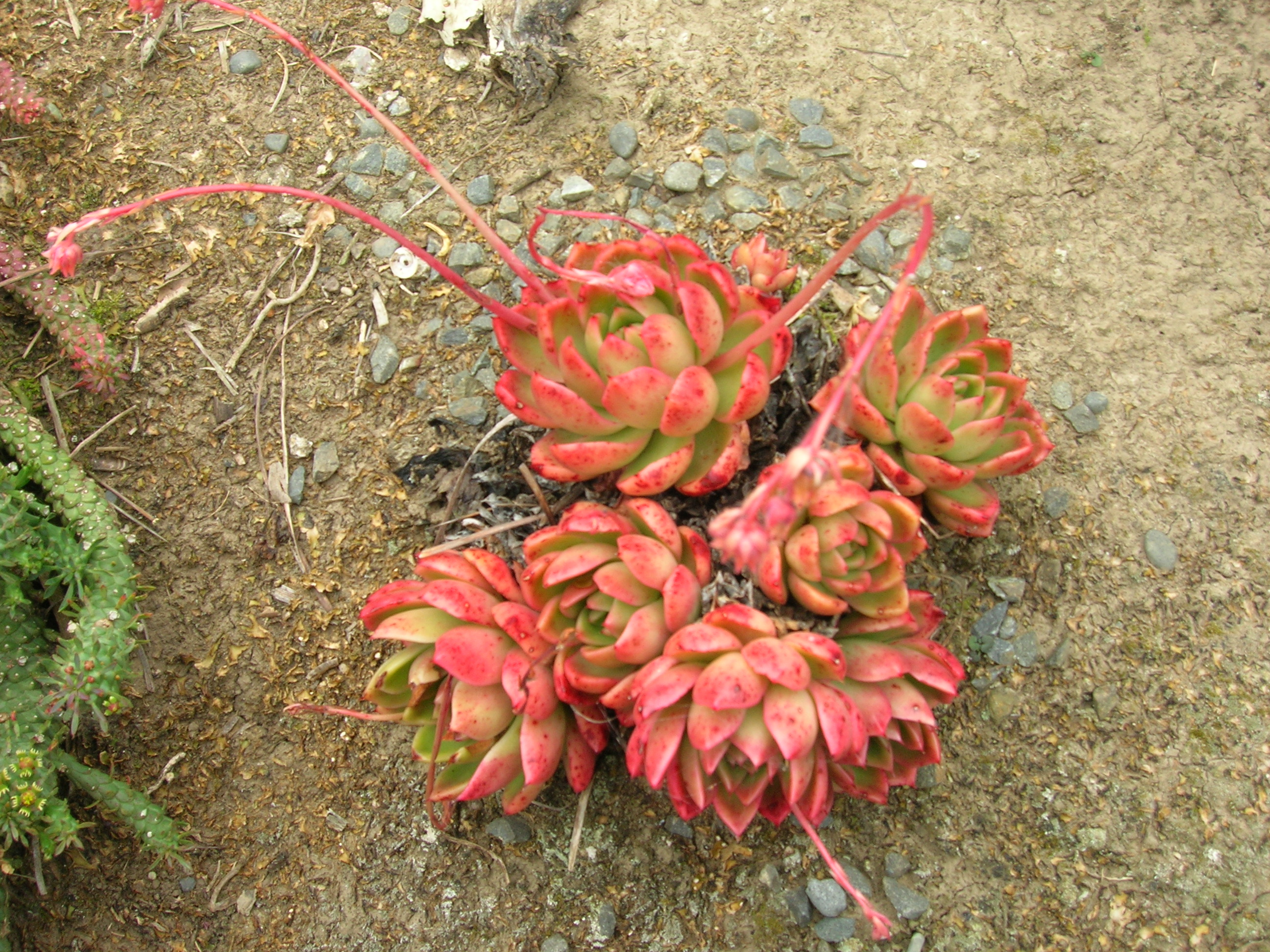
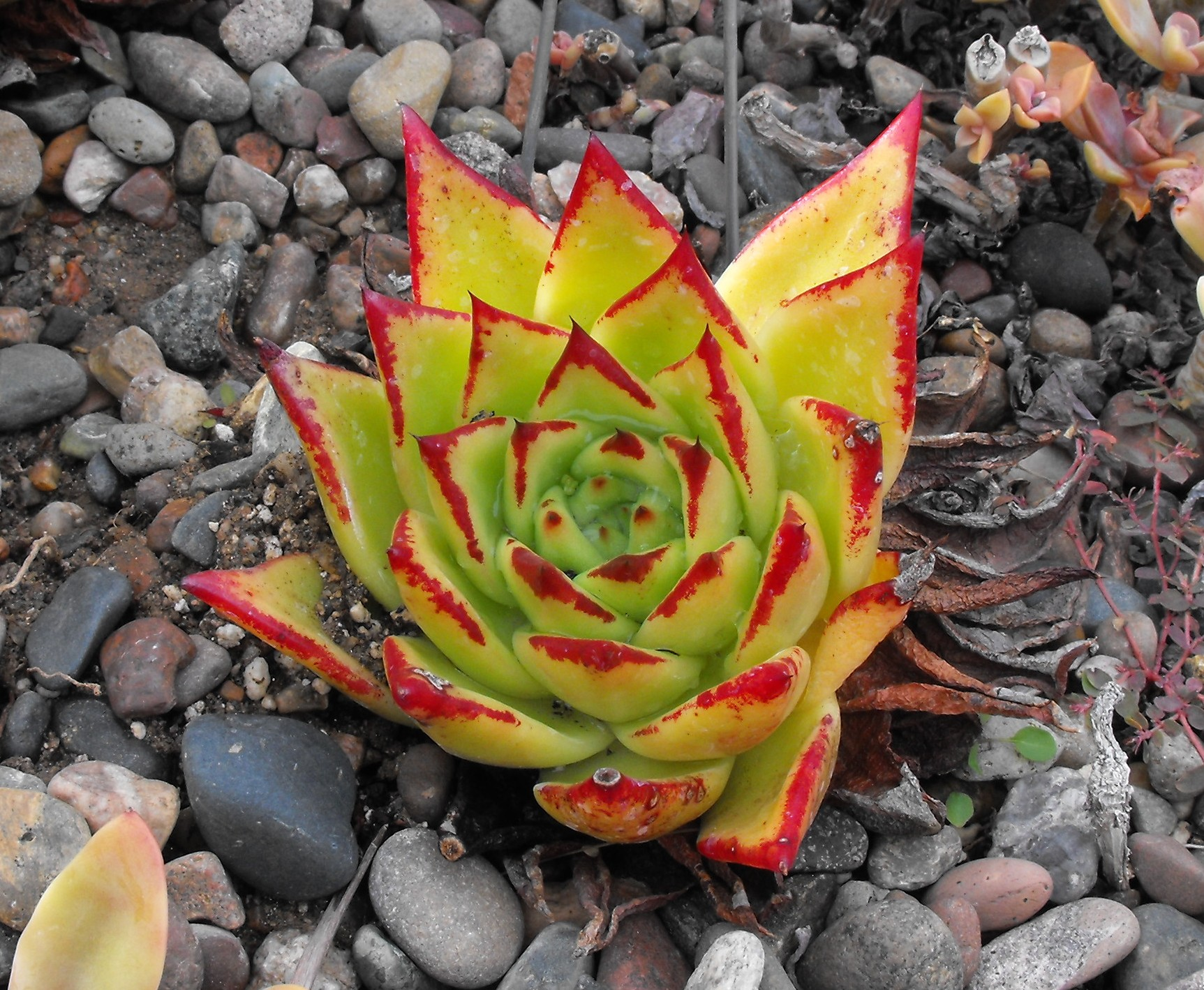